# 広瀬学
広瀬 学（ひろせ まなぶ、1971年9月17日 - ）は、日本の不思議ジャーナリスト、著作家、YouTuber、オプティマルライフ株式会社代表取締役。

## 経歴
東京都生まれ、埼玉県育ち。学校を卒業後、コスモヴィレッジ社に入社。通販カタログのオーディオ専門雑誌「A&Vヴィレッジ」（隔月月刊誌）の編集者として勤務。社内で通販を専門に扱う子会社有限会社ローカルメールオーダーの最高責任者に就任。
同時に雑誌アンテナショップ「エンゼルポケット秋葉原」最高責任者として兼務しながら10年間店長を兼任した。オーディオは波動エネルギーで音が変化するということに気がつき、多くの波動グッズをオーディオ装置で比較視聴実験し販売した。
その間にオーディ評論家の江川三郎や波動専門家のテネモス飯島秀行、健康アドバイザー、スピリチュアル専門家などと出会う。
2006年（平成18年）オーディオ専門雑誌「A&Vヴィレッジ」が休刊。
2010年（平成22年）7月、オプティマルライフ株式会社を設立、代表取締役に就任。波動、スピリチュアルグッズ、健康食品、化粧品など様々な製品をネット通販として発売。SNS活動も行う。
2011年（平成23年）自身のYouTubeチャンネル『【公式】不思議ジャーナリスト - 広瀬 学』を開設。
2018年（平成30年）初の著書『ちょっと笑える不思議な世界の裏話』を出版。ひょんなことから摩訶不思議なスピリチュアルワールドに踏み込んでしまった広瀬の実体験と見聞きしてきたネタを1冊にまとめたスピリチュアルノンフィクション。同年、2冊目となる著書『非常識で最先端の幸せに成功する法則: 見えない力を120％活用する』を出版。
2019年（令和元年）『もう笑えない不思議な世界の裏話』を出版。処女作『ちょっと笑える不思議な世界の裏話』が好評を得て「波動」「宇宙意識」「エナジーバタフライ」など紹介する続編。
2020年（令和2年）『解明される波動の真実』を出版。波動の技術はスピリチュアル製品だけでなく様々な形で社会の中で利用され、人々の役に立っている。広瀬が見聞きした波動研究の最前線と世の中の多くの人が知らない隠された真実を紹介。
2022年（令和4年）ゴマブックスから5冊目となる『AIに支配されたくなかったら「波動」を上げなさい』を出版。AI（人工知能）の進化が起こす近未来を予想。10年から30年の間にAIが人類を超える「シンギュラリティ」が起こり、人間社会をAIが支配する。
2023年（令和5年）初の冠番組「広瀬学の不思議な世界の都市伝説」が渋谷クロスFMに放送開始。
現在は、波動・スピリチュアル商品、健康・美容商品などをネットショップで取り扱う傍ら、不思議ライターとして著書やブログの執筆も行っている。

## 書籍
- 『ちょっと笑える不思議な世界の裏話』（三恵社、2018年7月5日）　ISBN 978-4864878708
- 『非常識で最先端の幸せに成功する法則: 見えない力を120％活用する』（DNAパブリッシング、2018年9月13日）　※電子書籍
- 『もう笑えない不思議な世界の裏話』（三恵社、2019年6月25日）　ISBN 978-4866930763
- 『解明される波動の真実』（PHPエディターズ・グループ、2020年3月20日）　ISBN 978-4909417503
- 『AIに支配されたくなかったら「波動」を上げなさい』（ゴマブックス、2022年11月30日）　ISBN 978-4814925384

## 出演

### ラジオ
- 『アリス矢沢透のなんでも応援団！』（渋谷クロスFM） - 「広瀬学の不思議な世界の都市伝説」コーナー番組MC　※レギュラー

### イベント
出演とキャスティング兼務
- 『開運・大波動フェア〜波動注入を実演！人生激変！！』（2022年4月8日）[11]
  - 出演：角由紀子、長浜之人、白神じゅりこ、ケイ、キック、デーヴ・フロム、広瀬学
- 『開運・大波動フェア Vol. 3～オプティマルライフ×TOCANA presents～』（2022年7月8日）[12]
  - デーヴ・フロム、キック、ケイ、白神じゅりこ、中川パラダイス、角由紀子、広瀬学
- 『開運・大波動フェア Vol. 4～オプティマルライフ×TOCANA presents～』（2022年12月9日）[11]
  - 出演：角由紀子、中川パラダイス、ケイ、キック、いしだ壱成、広瀬学
- 『開運・大波動フェア Vol. 5～オプティマルライフ×TOCANA presents～』（2023年6月9日）[11]
  - 出演：橋山メイデン、中沢健、乙陽葵、角由紀子、中川パラダイス、ケイ、広瀬学
- 『開運・大波動フェア Vol. 6～オプティマルライフ×TOCANA presents～』（2023年12月8日）[11]
  - 出演：秋山眞人、白神じゅりこ、角由紀子、中川パラダイス、ケイ、広瀬学